# 西蒙·戴維斯
西蒙·戴維斯（英語：Simon Davies，1979年10月23日—）是一名威爾斯前職業足球运动员及前威爾斯國腳。他擅長擔任右边前锋或右边前卫，但必要時也能客串左路位置。

## 球會生涯

### 彼得伯勒联
西蒙·戴維斯出生於威爾斯哈佛威斯特，最初是家鄉老牌球队雷克斯汉姆（Wrexham FC）的見習學童球員，一直至到15歲才被挖角到彼德堡。當他從彼得伯勒的青訓系統畢業後，迅速地確立了自己在球队內的主力地位，在還未滿20歲的時候便已經為彼得伯勒累计出场了50次以上。
1999年7月，曼聯主帅弗格森邀請西蒙·戴維斯到老特拉福德球場進行试训，但交易最後不了了之。不過開季以後戴維斯在球場上的成熟表現仍然得到熱刺主教练格拉汉姆的賞識，於1999年12月31日搶先一步以70萬英鎊的價格把他网罗到倫敦白鹿巷球場，而與戴維斯同時由彼得伯勒加盟的還有隊中另一名边鋒马修·埃瑟林顿。

### 托特纳姆熱刺
西蒙·戴維斯在2000年4月9日對利物浦的英超比賽中首次為熱刺出场。
隨後在2000/01球季最初几场比赛中，戴維斯往往只能留在替补席席等待出場機會。然而，他在2001年2月17日於足總杯第5轮比賽对阵斯托克港時，替补受伤的奥伊温德·莱昂哈德森後立即梅開二度，並帮助球队最終以4-0輕鬆淘汰對手。由於把握住了這次難得的機會，西蒙·戴維斯自此逐漸成為熱刺陣中的主力球員，經常首发出场。
在白鹿巷球场渡過的五年歲月裡面，西蒙·戴維斯雖然曾經屢次備受伤病困擾，但仍然於各項賽事中总计出场了154次，並取得24粒入球。

### 埃弗顿
2005年5月26日，西蒙·戴維斯完成转会到埃弗顿的手续，改为地处英格兰西北部利物浦市的“太妃糖”（The Toffees）效力，转会费为400万英镑。
戴維斯此次转会，本意是為了實現挑戰歐洲足球頂峯－－欧洲冠军联赛的心願，當時的愛華頓因為在前一球季（2004/05）英超聯賽壓倒死敵利物浦奪下聯賽第四位，而取得歐洲聯賽冠軍盃的第三圈外圍賽資格。不过令人意外的是，埃弗顿於兩回合制的外圍賽中不敵西班牙球队比利亞雷阿爾，早早地黯然出局，也就埋葬了戴維斯征戰歐冠的夢想。而他自己本身也遲遲未能融入球队，在加盟後首个赛季的表现也乏善可陳，令埃弗顿在2005/06賽季亦只能失望地以第11名完成聯賽。儘管如此，他在2005年10月29日作客對伯明翰比賽的上半場時候，打进了奠定勝局的關鍵一球。不止為埃弗顿爭取到英超开赛整整兩個多月以來的首場勝仗，也有助球隊扭轉颓势，慢慢走出積分榜末尾。

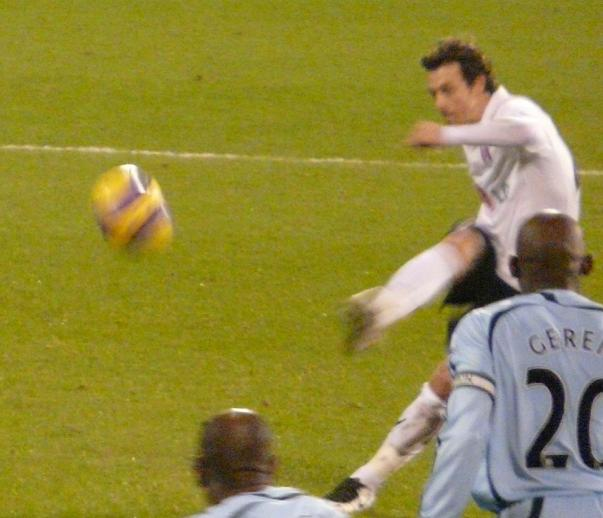
西蒙·戴維斯經常為球隊主踢任意球

### 富咸
2007年1月，西蒙·戴維斯在冬季轉會市場重開之時決定重返倫敦轉投富勒姆，是次交易金額的並沒公開。富勒姆方面的收購用意，則是想以他彌補在夏天時候已經離隊的马尔布兰克。2007年1月30日，戴維斯在對谢菲尔德聯的比賽中首次為富勒姆在英超登場。
打從由愛華頓加盟富勒姆以來，西蒙·戴維斯豐富的比賽經驗使他成為球會內的中流砥柱，他領導的右路也成為了球隊攻擊的主要泉源。其足球技術隨著時日磨練而趋于純熟，不時貢獻出一些令人惊讶的漂亮入球（例如加盟富勒姆首季對桑德兰時罰球直接入網、對雷丁的凌空抽射）以及美妙精確的傳中球。此外，戴維斯在場上所展現出來的段速和高效率，以至其絕不放棄的拚搏精神令他多年來都是克拉文农场球場的寵兒，亦贏得時任富咸主帥山齊士的敬佩。在2007/08賽季结束後由富勒姆球迷會举办的投票活動中，西蒙·戴維斯被己隊支持者選為當季的富勒姆最佳球員。
2009/10球季，戴維斯再次迎來久违的挑戰歐洲大賽的机会。富勒姆在教练罗伊·霍奇森指挥下，一路出人意料的在首屆欧联盃中過關斬將。及至2010年4月29日，他先在半決賽第二回合對漢堡的比賽第69分鐘時攻入關鍵性的扳平入球，協助球隊最後以2-1的總比分晉级決賽。然後又在2010年5月12日的欧联盃決賽中延續其出色表現，當上半場球隊落後對手马德里竞技足球俱乐部僅僅5分鐘之后，西蒙·戴維斯便接應謝拉的長傳側身抽射破網，迅速地為富勒姆追成平手，一度重燃奪冠希望。可惜富勒姆未竟全功，在加時赛再次失守於迭戈·弗兰而以一球落敗，与冠军失之交臂。不過這次的亞軍，已經是富勒姆創會歷史上的歐战最佳成績。
2010年8月16日，原本因為上賽季結束後傷勢未明朗而令續約談判一度擱置數個月的戴維斯，在通過體能檢測之後終獲富勒姆一份3年的新合約，他亦公開表示希望能留在富勒姆直至退役為止。克服傷病和續約後的西蒙·戴維斯表現賣力，在2011年1月4日英超對陣西布朗的上半場伤停补时階段率先破门，為球隊取得領先優勢，之後又開出落點準確的角球，为隊友布雷德·汉格兰德送出助攻，富勒姆亦藉此以3-0取勝。其後作客光明球場挑战桑德兰的比赛中，西蒙·戴維斯又梅開二度，幫助球隊又一次3球完勝對手，而自己亦當選為英超每週最佳球員（Player of the week）。

### 索華
2014年9月11日，西蒙·戴維斯決定重返威爾斯轉投索華

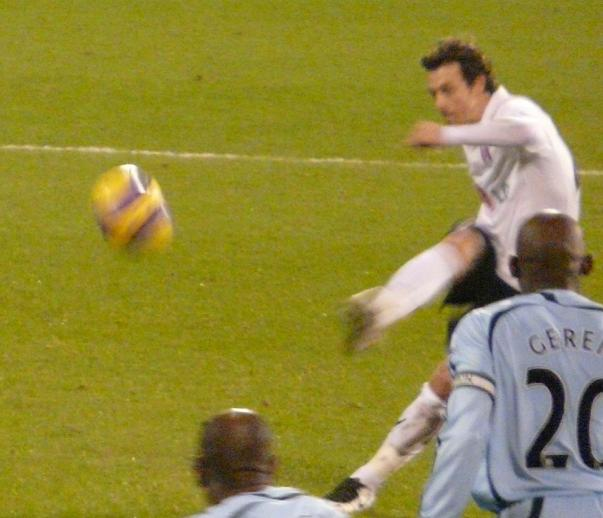
西蒙·戴維斯經常為球隊主踢任意球

## 國家隊生涯
1998年10月9日，西蒙·戴維斯在歐洲U-21足球錦標賽外圍賽作客2-2打和丹麥一戰首次在U-21青年隊登場。
2001年6月6日，當時廿二歲的戴維斯在日韓世界盃外圍賽對烏克蘭一役首次代表威爾斯國家隊上陣。
西蒙·戴維斯總共58次為國家隊上場，射入6個入球。其中最搶眼的一次表現是2002年10月16日在擊敗意大利隊的爆冷門比賽中先馳得點。不過，由於現任威爾斯國家隊領隊約翰·陶錫更加重視徵召年青才俊，例如加里夫·巴利和艾朗·藍斯等人，因此年過30歲的西蒙·戴維斯自從2009年5月起已經再沒有入選國家隊。
2010年3月3日，西蒙·戴維斯雖然再次代表威爾斯在主場對瑞典的國際友誼賽正選上陣，但由於希望促進國家隊完成世代更替、不致造成青黃不接的後果；以及把體能儲備專注給予本身球會富咸的比賽，西蒙·戴維斯主動放棄參與2012年歐洲國家盃的一系列外圍賽，並於在2010年8月9日正式決定從威爾斯國家隊之中退役。同日，威爾斯足球協會發表以下宣佈：「戴維斯在過去的十八個月裡一直受困於足部傷患，為了延長其職業生涯他已經作出了決定，將會結束他服務國家隊的承擔。威爾斯足球協會希望藉此機會感謝戴維斯的付出，並祝願他與富咸在快要來臨的新球季上有優異表現。」

## 表現統計
| 賽季           | 球會           | 比賽級別       | 聯賽 | 聯賽 | 足總盃 | 足總盃 | 聯賽盃 | 聯賽盃 | 足總錦標 | 足總錦標 | 歐洲賽 | 歐洲賽 | 合共 | 合共 |
| 賽季           | 球會           | 比賽級別       | 上陣 | 入球 | 上陣   | 入球   | 上陣   | 入球   | 上陣     | 入球     | 上陣   | 入球   | 上陣 | 入球 |
| -------------- | -------------- | -------------- | ---- | ---- | ------ | ------ | ------ | ------ | -------- | -------- | ------ | ------ | ---- | ---- |
| 1997–98        | 彼德堡         | 第三級別       | 6    | 0    | 0      | 0      | 0      | 0      | 1        | 0        | 0      | 0      | 7    | 0    |
| 1998–99        | 彼德堡         | 第三級別       | 43   | 4    | 1      | 0      | 2      | 0      | 2        | 0        | 0      | 0      | 48   | 4    |
| 1999–2000      | 彼德堡         | 第三級別       | 16   | 2    | 2      | 0      | 2      | 0      | 0        | 0        | 0      | 0      | 20   | 2    |
| 彼德堡時期合共 | 彼德堡時期合共 | 彼德堡時期合共 | 65   | 6    | 3      | 0      | 4      | 0      | 3        | 0        | 0      | 0      | 75   | 6    |
| 1999–2000      | 托定咸熱刺     | 英格蘭超級聯賽 | 3    | 0    | 0      | 0      | 0      | 0      | 0        | 0        | 0      | 0      | 3    | 0    |
| 2000–01        | 托定咸熱刺     | 英格蘭超級聯賽 | 13   | 2    | 1      | 2      | 1      | 0      | 0        | 0        | 0      | 0      | 15   | 4    |
| 2001–02        | 托定咸熱刺     | 英格蘭超級聯賽 | 31   | 4    | 3      | 0      | 7      | 3      | 0        | 0        | 0      | 0      | 41   | 7    |
| 2002–03        | 托定咸熱刺     | 英格蘭超級聯賽 | 36   | 5    | 1      | 0      | 2      | 0      | 0        | 0        | 0      | 0      | 39   | 5    |
| 2003–04        | 托定咸熱刺     | 英格蘭超級聯賽 | 17   | 2    | 3      | 0      | 0      | 0      | 0        | 0        | 0      | 0      | 20   | 2    |
| 2004–05        | 托定咸熱刺     | 英格蘭超級聯賽 | 21   | 0    | 5      | 0      | 3      | 0      | 0        | 0        | 0      | 0      | 29   | 0    |
| 熱刺時期合共   | 熱刺時期合共   | 熱刺時期合共   | 121  | 13   | 13     | 2      | 13     | 3      | 0        | 0        | 0      | 0      | 147  | 18   |
| 2005–06        | 愛華頓         | 英格蘭超級聯賽 | 30   | 1    | 2      | 0      | 1      | 0      | 0        | 0        | 3      | 0      | 36   | 1    |
| 2006–07        | 愛華頓         | 英格蘭超級聯賽 | 15   | 0    | 0      | 0      | 2      | 0      | 0        | 0        | 0      | 0      | 17   | 0    |
| 愛華頓時期合共 | 愛華頓時期合共 | 愛華頓時期合共 | 45   | 1    | 2      | 0      | 3      | 0      | 0        | 0        | 3      | 0      | 53   | 1    |
| 2006–07        | 富咸           | 英格蘭超級聯賽 | 14   | 2    | 2      | 0      | 0      | 0      | 0        | 0        | 0      | 0      | 16   | 2    |
| 2007–08        | 富咸           | 英格蘭超級聯賽 | 37   | 5    | 1      | 0      | 2      | 0      | 0        | 0        | 0      | 0      | 40   | 5    |
| 2008–09        | 富咸           | 英格蘭超級聯賽 | 33   | 2    | 5      | 1      | 1      | 0      | 0        | 0        | 0      | 0      | 39   | 3    |
| 2009–10        | 富咸           | 英格蘭超級聯賽 | 17   | 0    | 4      | 1      | 1      | 0      | 0        | 0        | 11     | 2      | 33   | 3    |
| 2010–11        | 富咸           | 英格蘭超級聯賽 | 30   | 4    | 2      | 0      | 1      | 0      | 0        | 0        | 0      | 0      | 31   | 4    |
| 2011–12        | 富咸           | 英格蘭超級聯賽 | 0    | 0    | 0      | 0      | 0      | 0      | 0        | 0        | 1      | 0      | 1    | 0    |
| 富咸時期合共   | 富咸時期合共   | 富咸時期合共   | 131  | 13   | 14     | 2      | 5      | 0      | 0        | 0        | 12     | 2      | 160  | 17   |
| 總和           | 總和           | 總和           | 360  | 32   | 32     | 4      | 25     | 3      | 3        | 0        | 15     | 2      | 435  | 41   |

最後更新：23 July 2011

## 連結
- 歐洲足協的西蒙·戴維斯介紹 （页面存档备份，存于）
- 足球数据库：西蒙·戴維斯的球员统计数据
- ESPN網站的西蒙·戴維斯介紹 （页面存档备份，存于）